# Jeff Palmer

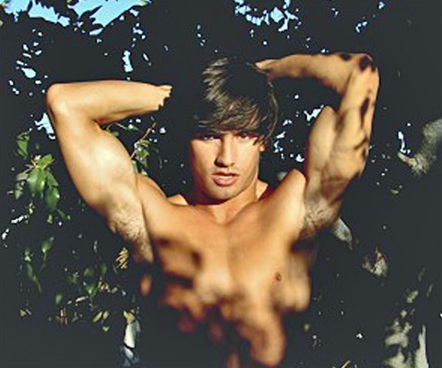
Jeff Palmer, 2000

Jeff Palmer, eigentlich David Zuloaga, (* 27. März 1975 in Los Angeles, Kalifornien) ist ein US-amerikanischer Pornodarsteller.

## Leben
Palmer, in Los Angeles geboren, wuchs ab seinem zweiten Lebensjahr in Mendoza, Argentinien auf. Seine Eltern hatten einen religiösen, evangelikalen Hintergrund. Im Alter von 14 Jahren sah Palmer erstmals einen Pornofilm, mit dem legendären Pornostar Peter North, was in ihm den Wunsch weckte, es ebenfalls als Pornostar zu versuchen. Im Alter von 15 Jahren hatte er seinen ersten homosexuellen Geschlechtsverkehr. Nach seiner Schulzeit verließ er Mendoza, zog nach Córdoba und Buenos Aires, wo er als Callboy arbeitete. Mit 16 Jahren ging er nach Brasilien und arbeitete in São Paulo als Callboy in einer Schwulensauna. Ein Jahr später, mit 17 Jahren, reiste er nach Europa, wo er unter anderem vier Monate in Amsterdam lebte. Im Blue Boy Club in Amsterdam war er zeitweise als Prostituierter tätig.
Mit 19 Jahren zog Palmer nach Miami. Palmer begann in der US-amerikanischen Pornoindustrie tätig zu werden und legte sich ein Pseudonym als Pornodarsteller zu. Er bewarb sich mit einigen Polaroidfotos auf eine Annonce der auf schwule Porno- und Erotikfilme spezialisierten Produktionsfirma Falcon Studios und wurde dort exklusiv unter Vertrag genommen. Im Alter von 20 Jahren stand er erstmals für Falcon Studios vor der Kamera und wurde mit der Zeit zu einem der populärsten Models von Falcon Studios. Unter anderem wirkte Palmer 1997 gemeinsam mit den Falcon-Stars Mike Branson, Jeremy Penn und Eric Stone als erotischer Poolboy und Objekt männlicher Begierde in der Falcon-Produktion Manhandlers mit, die mittlerweile als Klassiker des Genres und der Produktionsgeschichte der Falcon Studios gilt. Er wurde von Falcon Studios in dieser Zeit konsequent als Pornodarsteller aufgebaut, wobei Palmer den jugendlichen, jungenhaften, nicht zu männlichen Darstellertypus verkörperte. Um seine Popularität zu steigern, wurde er regelmäßig als „Falcon Exclusive“ angekündigt und auf Filmplakaten und DVD-Covern, in Kalendern und Fotobüchern vermarktet. So wurde er 1997 als Cover-Boy für die DVD des Films Heatwave, in dem er an einer großangelegten Sex-Orgie am Swimmingpool beteiligt ist, ausgewählt. Ebenso war er DVD-Cover-Boy bei The Chosen, in dem er in einer Szene mit Christopher Scott und bei einer Lederorgie in einem verlassenen Lagerhaus zu sehen ist. Bis 1999 arbeitete Palmer für Falcon Studios.
Hochglanzfotos von Palmer wurden unter anderem in dem 1999 erschienenen Bildband Legends. Men of Falcon im Bruno Gmünder Verlag veröffentlicht. Szenenfotos und Standfotos mit Jeff Palmer aus den Filmen Manhandlers, Heatwave und The Chosen wurden 2009 in dem ebenfalls im Bruno Gmünder Verlag erschienenen Coffee Table Book Ultimate Falcon: Falcon Studios, einer Produktionsgeschichte der Falcon Studios von 1972 bis 2009, veröffentlicht. Palmers Penis wurde in erigiertem Zustand nachmodelliert und als Sexspielzeug verkauft. Dieses wird auch als ständige Requisite in der deutschen TV-Serie Comedystreet für die immer wieder auftretende Figur des Mannes in der weißen Radlerhose (dargestellt von Simon Gosejohann) verwendet, dessen scheinbar riesiges Geschlechtsteil sich unter seiner Unterbekleidung allzu deutlich abzeichnet.
Mit dem Film Palmer's Lust, produziert von Pacific Sun Entertainment, gab Palmer 2001 sein Comeback als Pornodarsteller. 2002 drehte er für das Studio Hot Desert Knights mit Jeff Palmer: Raw und Jeff Palmer: Hardcore seine ersten Bareback-Pornofilme, in denen auf die Verwendung von Kondomen verzichtet wird. In dem Film Raw übernahm Palmer, der in der Pornoindustrie stets als Top, d. h. in der aktiven Rolle besetzt worden war, an der Seite von Tommy Saxx erstmals die passive Rolle als „Bottom“.
Nachdem sich Palmer bereits 1997 mit dem HI-Virus infiziert hatte, versuchte er anfangs einige Jahre seine Infektion mit antiretroviralen Mitteln zu bekämpfen. Nach eigenen Recherchen im Internet und Studien seit Anfang 2000 wurde Palmer ein Anhänger der AIDS-Leugnung. Insbesondere nach den Terroranschlägen vom 11. September 2001 vertrat Palmer verstärkt die Auffassung, dass es sich bei AIDS und den Infektionsmöglichkeiten um Verschwörungstheorien handelte, die von der US-Regierung erfunden worden seien. Trotz seiner HIV-Infektion praktizierte Palmer bei Auftritten in Clubs weiterhin ungeschützten Oralsex mit Sexpartnern und Fans.
Seit 2009 drehte Palmer keine weiteren Pornofilme mehr und beschränkte sich auf Webcam-Auftritte auf seiner persönlichen Webseite. Im Oktober 2009 zog Palmer von Portland, Oregon nach Mendoza, Argentinien zurück, wo er seine Kindheit verbracht hatte. Im Jahr 2010 zog er dann nach Los Angeles.

## Filmografie (Auswahl)
- 1997: Manhandlers (Falcon Studios)
- 1997: Heatwave (Falcon Studios)
- 1997: The Chosen (Falcon Studios)
- 1998: Fever (Falcon Studios)
- 1998: Betrayed (Falcon Studios)
- 1999: No Way Out (Falcon Studios)
- 2001: Palmer's Lust (Pacific Sun)
- 2002: Jeff Palmer: Raw (Hot Desert Knights)
- 2002: Jeff Palmer: Hardcore (Hot Desert Knights)
- 2003: Bareback Leather Fuckfest (SX Video)
- 2005: Barebacking with Jeff Palmer Volume 3: Gang Fucked (SX Video)
- 2006: Bareback Boot Camp (SX Video)
- 2009: LA Raw (Raw Riders Studios)

## Preise und Auszeichnungen (Auswahl)
- 1998: Men In Video Award Most Seductive Eyes
- 1999: Men In Video Award Best Top